# Cantonul Saint-Étienne-Nord-Ouest-1
Cantonul Saint-Étienne-Nord-Ouest-1 este un canton din arondismentul Saint-Étienne, departamentul Loire, regiunea Rhône-Alpes, Franța.

## Comune
- Saint-Étienne (parțial, reședință)
- Villars